# Paecilaema rastelliferum
Paecilaema rastelliferum is een hooiwagen uit de familie Cosmetidae.